# Szteviozid
A szteviozidok vagy szteviol-glikozidok glikozid típusú vegyületek, amelyek aglikonja a szteviol. A szteviozidok az őszirózsafélék családjába tartozó jázminpakóca (Stevia rebaudiana Bert.) nevű dél-amerikai évelő növény levelében találhatók meg és annak édes ízét adják, relatív édességük a szacharózénak 40-300-szorosa. Hőstabilak, savnak és lúgnak ellenállnak, nem erjednek. Elfogyasztva nem vált ki glikémiás reakciót, ez a tulajdonsága teszi alkalmassá diabetikus és egyéb csökkentett szénhidráttartalmú élelmiszerek édesítésére.

## Kémia

### Szerkezet
A szteviozidok a többi glikozidvegyülethez hasonlóan aglikonból és a hozzákapcsolódó cukormolekulákból állnak. A szteviozid aglikonja a szteviol, amely egy diterpenoid. Ennek 19-es és 13-as szénatomjához kapcsolódnak a cukorcsoportok O-glikozidos kötéssel. A cukrok között előfordul glükóz (Glc), ramnóz (Rha) és xilóz (Xyl). A 19-es szénatomhoz mono- vagy diszacharid, a 13-ashoz di- vagy (elágazó) triszacharid kapcsolódhat. Szerkezetüket az alábbi táblázat foglalja össze:
| Szteviozidok szerkezete | Szteviozidok szerkezete | Szteviozidok szerkezete | Szteviozidok szerkezete | Szteviozidok szerkezete | Szteviozidok szerkezete |
| Név | R1-csoport (C19)        | R1-csoport (C19)        | R2-csoport (C13)        | R2-csoport (C13)        | Relatív édesség         |
| --- | ----------------------- | ----------------------- | ----------------------- | ----------------------- | ----------------------- |
| Szteviol | – H                     | – H                     | – H                     | – H                     |                         |
| Szteviolbiozid | – H                     | – H                     | – β-Glc                 | – (2→1)-β-Glc           |                         |
| Szteviozid | – β-Glc                 | – β-Glc                 | – β-Glc                 | – (2→1)-β-Glc           | 110 – 270               |
| Rebaudiozid A | – β-Glc                 | – β-Glc                 | – β-Glc                 | – (2→1)-β-Glc           | 150 – 310               |
| Rebaudiozid A | – β-Glc                 | – β-Glc                 | – β-Glc                 | – (3→1)-β-Glc           | 150 – 310               |
| Rebaudiozid B | – H                     | – H                     | – β-Glc                 | – (2→1)-β-Glc           |                         |
| Rebaudiozid B | – H                     | – H                     | – β-Glc                 | – (3→1)-β-Glc           |                         |
| Rebaudiozid C (Dulkozid B) | – β-Glc                 | – β-Glc                 | – β-Glc                 | – (2→1)-α-Rha           | 40 – 60                 |
| Rebaudiozid C (Dulkozid B) | – β-Glc                 | – β-Glc                 | – β-Glc                 | – (3→1)-β-Glc           | 40 – 60                 |
| Rebaudiozid D | – β-Glc                 | – (2→1)-β-Glc           | – β-Glc                 | – (2→1)-β-Glc           |                         |
| Rebaudiozid D | – β-Glc                 | – (2→1)-β-Glc           | – β-Glc                 | – (3→1)-β-Glc           |                         |
| Rebaudiozid E | – β-Glc                 | – (2→1)-β-Glc           | – β-Glc                 | – (2→1)-β-Glc           |                         |
| Rebaudiozid F | – β-Glc                 | – β-Glc                 | – β-Glc                 | – (2→1)-α-Xyl           |                         |
| Rebaudiozid F | – β-Glc                 | – β-Glc                 | – β-Glc                 | – (3→1)-β-Glc           |                         |
| Dulkozid A | – β-Glc                 | – β-Glc                 | – β-Glc                 | – (2→1)-α-Rha           | 30                      |
| Az aglikonhoz a cukrok mindig az egyes szénatomjukon keresztül kapcsolódnak. A cukrok egymáshoz kapcsolódási pontját a zárójelben szereplő számok jelölik. |                         |                         |                         |                         |                         |

### Kimutatás
Az élelmiszeradalékként jelenlévő szteviozidokat enyhén lúgos (≈ pH 9,0) kivonás után folyadékkromatográfiás eljárással lehet azonosítani.

### Stabilitás
Az élelmiszeradalékként jelentős szteviozid és rebaudiozid A jól viseli az ételkészítés során fellépő hőmérsékletet, nem karamellizálódnak. Savas kémhatású ételekben stabilnak tűnik, nem hidrolizál, de ennek megítéléséhez még kevés az információ.

### Szennyezések
A jázminpakóca levelének egyes komponensei a kivonáskor belekerülhetnek a termékbe. Arzénből és ólomból 1 mg/kg a megengedett határérték.

## Bioszintézis
Bioszintézise a mevalonsavból indul ki és első négy lépése azonos a giberellinsav szintézisével (mevalonsav → geranilgeranil-pirofoszfát → kopalil-pirofoszfát → kaurén → kaurénsav), majd a kaurénsav hidroxilezésével képződik a szteviol. Ehhez a továbbiakban UDP-glikoziltranszferázok kapcsolnak glükózt, ramnózt, illetve xilózt. A kaurén oxidációja kaurénsavvá az endoplazmatikus retikulumban történik, míg a glikozidázok a citoplazmában találhatók.

## Előállítás
Az ipari méretű előállítás során a megszárított levelekből forróvizes kivonatot készítenek, majd ezt butanol-hexanol (vagy hasonló polaritású komponenseket tartalmazó) elegyel kirázzák és betöményítik. Ezt a glikozid mellett még pigmenteket is tartalmazó koncentrátumot forró metanolban feloldják, lehűléskor kiválnak a glikozidkristályok. A kristályokat mossák, majd átkristályosítják. A tisztítási folyamat kromatográfia segítségével is elvégezhető. A szteviozidok legfontosabb termelője Paraguay és Japán.

## Farmakológia

### Kinetika
A szteviozidokat a bél baktériumflórája cukorra és aglikonra bontja. Az aglikon a vékonybélben szívódik fel (állatkísérletes eredmény). Az orálisan beadott szteviozid általában néhány órán belül éri el a plazmában a csúcskoncentrációt. A vérplazmában aglikon nem, csak annak derivátumai, elsősorban glükuronidja mutatható ki. A vizeletbe is glükuronsavval kunjugálva szecernálódik.

### Dinamika
Egy 1985-ben publikál tanulmány mutagénnek találta a szteviolt, azonban e tanulmányt sok kritika érte a hibás adatfeldolgozás miatt, amely szerint akár még a víz is mutagénnek minősült volna. A legújabb kutatások a szteviozidok ártalmatlanságát támasztják alá. 2006-ban az Egészségügyi Világszervezet átfogó vizsgálatot indított el, amely az eddig összegyűjtött eredményeket hivatott áttekinteni. Ennek következtetése, hogy a szteviozid és a rebaudiozid A nem mutattak genotoxicitást sem in vitro sem in vivo, illetve hogy a szteviolnál és oxidált származékainál in vitro megfigyelhető genotoxicitás in vivo nem lép fel. A vizsgálat nem talált bizonyítékot a rákkeltő hatásra sem, sőt lehetséges jótékony hatásokat is kiemelt, például magas vérnyomás és II. típusú diabétesz esetén, bár ezek alátámasztására további kutatásokat tart szükségesnek.

## Felhasználása
A szteviozidot élelmiszerek édesítésére használják mindenekelőtt Ázsiában és Dél-Amerikában. Az élelmiszerekhez kilogrammonként 200–1000 mg szteviozidot adnak. Az USA-ban a kilencvenes években az FDA polgári bejelentésre betiltotta élelmiszeradalékként való alkalmazását. Később étrendkiegészítőként engedélyezte. Az Európai Unió a toxicitási vizsgálatokat nem találta kellően alaposnak, ezért a szteviozidok élelmiszeradalékként történő alkalmazását nem támogatja, étrendkiegészítőként azonban itt is hozzáférhető.